# Mandel (organ)
 For alternative betydninger, se Mandel. (Se også artikler, som begynder med Mandel)
Mandlerne er de to organer, som kan ses i halsen på begge sider af svælget. De er lymfeknuder og dele af lymfesystemet.
Halsbetændelse er en betændelse i mandlerne og vil som oftest, men ikke nødvendigvis, indebærer sår i halsen og feber. I kroniske tilfælde kan det være nødvendigt at operere mandlerne væk.